# Thorstein Theilgaard
Thorstein Theilgaard (født 1. november 1968 i Thorshavn) er en tidligere dansk politiker og generalsekretær i Landsforeningen Bedre Psykiatri.
Han er søn af læge Hans Theilgaard og selvstændig erhvervsdrivende Lisbeth Theilgaard, gik på Resen Skole til 1985, Skive Gymnasium 1985-88, HF/VUC Århus 1990-92 og er uddannet cand.scient.pol. fra Københavns Universitet 1999.
Theilgaard arbejdede som pædagogmedhjælper 1989-90, var organisatorisk sekretær i SF-Århus 1990-95, kampagneleder i SF 1997-98 og uddannelseskonsulent i BUPL fra 1999.
Han var landsformand i Socialistisk Folkepartis Ungdom 1991-94, næstformand i SF 1998-2002 og blev folketingsmedlem for SF 1999-2001, valgt i Østre Storkreds, da Christine Antorini nedlagde sit mandat. Han var allerede opstillet i Bispeengkredsen fra 1996.
Theilgaard er gift med forfatteren Lotte Kirkeby og far til tre børn.